# José Antonio Tébez
Juan Carlos Sarnari (Comodoro Rivadavia, 13 de junio de 1949- Bogotá, 26 de septiembre de 2018) fue un jugador argentino que jugó como centrocampista en equipos como el San Martín de Mendoza, el Independiente Santa Fe y el Independiente Medellín.
Tébez comenzó su carrera en el San Martín de Mendoza en 1969 hasta 1973 donde fichó con el Independiente Santa Fe donde ganó el título de Liga en 1975.
Cuando acabó su carrera como futbolista, se estableció en Colombia donde abrió el restaurante La Estancia Chica en Bogotá, establecimiento que se destacó como un punto de encuentro futbolístico en la capital ecuatoriana.

## Clubes

### Como jugador
| Club      | País                   | Año       | Partidos | Goles |
| --------- | ---------------------- | --------- | -------- | ----- |
| 1969–1973 | San Martín de Mendoza  | Argentina |          |       |
| 1974-77   | Santa Fe               | Colombia  | 134      | 9     |
| 1978      | Independiente Medellín | Colombia  | 33       | 3     |